# Team Gerolsteiner/1999
Deze pagina geeft een overzicht van de Duitse wielerploeg Team Gerolsteiner in 1999.
| Naam              | Geboortedatum | Nationaliteit | Ploeg 1998                |
| ----------------- | ------------- | ------------- | ------------------------- |
| Anton Chantyr     | 25-04-1974    | Rusland       | Lokosphinx                |
| Hans De Meester   | 07-08-1970    | België        | Tönissteiner-Colnago      |
| Branko Filip      | 18-03-1975    | Slovenië      | Krka-Telekom Slovenije    |
| Edouard Gritsoun  | 04-02-1976    | Rusland       | Lokosphinx                |
| Michael Haas      | 05-05-1977    | Duitsland     | -                         |
| René Haselbacher  | 15-09-1977    | Oostenrijk    | beloften                  |
| Sascha Henrix     | 22-03-1973    | Duitsland     |                           |
| Jörg Ludewig      | 09-09-1975    | Duitsland     | Team EC Bayer-Worringen   |
| Scott McGrory     | 22-12-1969    | Australië     | Die Continentale-Olympia  |
| Thomas Mühlbacher | 11-05-1974    | Oostenrijk    | beloften                  |
| Volker Ordowski   | 09-11-1973    | Duitsland     | Agro-Adler-Brandenburg    |
| Uwe Peschel       | 04-11-1968    | Duitsland     | Estepona en Marcha-Brepac |
| Michael Rich      | 23-09-1969    | Duitsland     | Saeco                     |
| Andreas Sauerborn | 15-04-1975    | Duitsland     | Die Continentale-Olympia  |
| Sven Teutenberg   | 18-08-1972    | Duitsland     | US Postal Service         |
| Gerhard Trampusch | 11-08-1978    | Oostenrijk    | -                         |
| Andreas Walzer    | 20-05-1970    | Duitsland     | Die Continentale-Olympia  |
| Peter Wrolich     | 30-05-1974    | Oostenrijk    | beloften                  |

1998 · 1999 · 2000 · 2001 · 2002 · 2003 · 2004 · 2005 · 2006 · 2007 · 2008